# Tocro à miroir
Odontophorus strophium
Espèce
Statut de conservation UICN

 VU C2a(i) : Vulnérable
Répartition géographique
Le Tocro à miroir (Odontophorus strophium) est une espèce d'oiseau de la famille des Odontophoridae.

## Répartition
Ce minuscule oiseau du Nouveau-monde vit dans les grandes forêts de chênes restantes dans l'est de la Cordillère des Andes en Colombie.

## Habitat
Son habitat naturel est la forêt humide tropicale ou tempérée, principalement constituée de chênes et de lauriers. Le tocro à miroir n'a été vu qu'en des lieux situés entre 1 750 et 2 050 m d'altitude mais l'on pense qu'il est capable de vivre à une altitude entre 1 500 et 2 500 m. Il est très vraisemblablement dépendant de la forêt primaire pour une partie de son cycle de vie bien qu'il soit aperçu dans des habitats dégradés ou dans la forêt secondaire.

## Alimentation
Son régime alimentaire se compose de fruits, de graines et d'arthropodes.

## Reproduction
La période de reproduction correspond aux saisons des pluies de mars-mai et septembre-novembre.

## Conservation
Il est officiellement classé espèce en voie de disparition par l'UICN en 2004 mais de nouvelles recherches tendent à prouver qu'il n'est pas aussi rare que l'on pensait. En conséquence, il est listé espèce en danger d'extinction sur l'échelle UICN en 2008.